# エイドリアン・カスタス
エイドリアン・カスタス（Adrian Custis、1974年5月24日 - ）は、アメリカ合衆国出身の元バスケットボール選手である。ポジションはフォワード。身長202cm、体重98kg。

## 来歴
バージニア工科大学からNBAのダラス・マーベリックスにドラフト外で入団。NBAで1シーズンプレーするも解雇され、CBA、ABA、レバノンリーグを経て、2003年、オーエスジーに入団。オーエスジーでは3シーズンプレー。
その後、シリアリーグを経て2006年にパナソニックトライアンズに入団。一時レバノンに移籍も復帰。2012年引退。

## 経歴
- ノースハンプトン高校 - バージニア工科大学 - ダラス・マーベリックス（1997-1998） - グランドラピズ（CBA、1999-2000） - タンパベイ（ABA、2000-2001） - リアヂィ（レバノン、2001-2003） - オーエスジー（2003-2006） - アルジャラー（シリア、2006） - パナソニック（2006-2007） - アルリヤディ（レバノン、2007） - パナソニックトライアンズ（2007-2012）